# Nicole Staudinger

Nicole Staudinger

Nicole Staudinger  (* 15. Juni 1982 in Köln) ist eine deutsche Schriftstellerin, zertifizierte Trainerin und Rednerin.

## Leben und Karriere
Staudinger wuchs in Kerpen bei Köln auf, schloss 2005 ihre Ausbildung zur Verlagskauffrau in Köln ab und arbeitete mehrere Jahre als Anzeigenleiterin für Magazin-Verlage. 2014, im Alter von 32 Jahren, erhielt die zweifache Mutter die Diagnose Brustkrebs.
Während ihrer Erkrankung schrieb sie ihr erstes Buch „Brüste umständehalber abzugeben“. Das Buch über ihre Brustkrebserkrankung schaffte den Sprung auf die Spiegel-Bestsellerliste 2015.
Ein Jahr nach ihrer Genesung erschien ihr zweites Buch „Schlagfertigkeitsqueen“. 2018 erreichte ihr Buch „Stehaufqueen“ Platz 2 der Spiegel-Bestsellerliste. Das Buch handelt von großen und kleinen Schlägen des Lebens.
Als Sprecherin und Moderatorin hält Staudinger Vorträge und Präsentationen zu Themen wie Schlagfertigkeit, Brustkrebserkrankung, Resilienz und Familie. Auftritte hatte sie unter anderem bei Ministerien, Brustzentren und Fachhochschulen. Zudem arbeitet sie als zertifizierte Trainerin für Kunden wie REWE Group, Miele, das Magazin Freundin, die Bundeswehr Berlin, die Polizei und den WDR. Die Seminare behandeln die Themen Schlagfertigkeit, Resilienz, authentischer Verkauf, Frauen in Führungspositionen und Kommunikation.
2020 gründete Staudinger ihre eigene Akademie für Frauen.
Im November 2020 zog sie sich bei der Sendung Showtime of my Life – Stars gegen Krebs des Senders VOX aus, um auf die Dringlichkeit der Krebsvorsorge aufmerksam zu machen. Die Sendung wurde im Februar 2021 ausgestrahlt.
Seit 2022 betreibt sie außerdem den Podcast „Leicht gesagt“. Wie der gleichnamige Bestseller geht es um Kommunikation und wie sie uns das Leben leichter machen kann.
Seit 2023 ist sie Botschafterin des Deutschen Kinderhospizvereins e. V. Der Verein begleitet und unterstützt bundesweit Kinder, Jugendliche und junge Erwachsene mit lebensverkürzender Erkrankung, ihre Eltern und Geschwister auf dem Lebensweg.

## Werke
Bücher
- Brüste umständehalber abzugeben. Eden Books, Hamburg 2015, ISBN 978-3-959-10013-7.
- Schlagfertigkeitsqueen. Eden Books, Hamburg 2016, ISBN 978-3-959-10072-4.
- Stehaufqueen. Knaur, München 2018, ISBN 978-3-426-78964-3.
- Ich nehm' schon zu, wenn andere essen. Knaur, München 2019, ISBN 978-3-426-45275-2.
- Männer sind auch nur Menschen. Knaur, München 2020, ISBN 978-3-426-78971-1.
- Von jetzt auf Glück. Knaur, München 2021, ISBN 978-3-426-79093-9.
- Leicht gesagt! Wie wir richtig rüberbringen, was nicht falsch ankommen soll. Knaur, München 2022, ISBN 978-3-426-79094-6.
- Läuft schon! Knaur, München 2023, ISBN 978-3-426-79095-3.
- Bin fast fertig, muss nur noch anfangen, Knaur, München 2024, ISBN 978-3-426-79176-9

Hörbücher
- Schlagfertigkeitsqueen. Eden Books, Hamburg 2016, ISBN 978-3-959-10099-1.
- Stehaufqueen. Argon, Berlin 2018, ISBN 978-3-839-81630-1.
- Ich nehm' schon zu, wenn andere essen. Argon, Berlin 2019, ISBN 978-3-426-45275-2.
- Männer sind auch nur Menschen. Knaur, München 2020, ISBN 978-3426789711.
- Von jetzt auf Glück. Knaur, München 2021.
- Leicht gesagt. Knaur, München 2022.
- Läuft schon. Knaur, München 2023.
- Bin fast fertig, muss nur noch anfangen, Knaur, München 2024.